# Merode (métro de Bruxelles)
Pour les articles homonymes, voir Merode.
Merode est une station des lignes 1 et 5 du métro de Bruxelles située à Bruxelles, sur la commune d'Etterbeek.

## Situation
La station se trouve sous l'avenue de Tervueren. Établie sur le territoire de la commune d'Etterbeek, elle est néanmoins toute proche de la limite Est de la ville de Bruxelles, à quelques pas de la porte de Tervueren et du parc du Cinquantenaire. Elle est sous-titrée Parc Cinquantenaire (en néerlandais : Jubelpark) sur la signalétique.
Établie en souterrain, la station Merode est située :
- sur la ligne 1 entre les stations Schuman (en direction du terminus Gare de l'Ouest) et Montgomery (en direction du terminus Stockel)[1] ;
- sur la ligne 5, entre les stations Schuman (en direction du terminus Érasme), et Thieffry (en direction du terminus Herrmann-Debroux)[1].

## Histoire
La station Merode est mise en service le 20 septembre 1976, lorsque la Société des transports intercommunaux de Bruxelles (STIB) ouvre à l'exploitation la première section de De Broukère à Merode avec à partir de ce point deux branches, l'une jusqu'à Tomberg et l'autre jusqu'à Beaulieu. La gare de Merode est mise en service le même jour par la Société nationale des chemins de fer belges (SNCB). Cela permet des correspondances facilitées entre le réseau du chemin de fer et celui du métro.
Les autorités donnent à la station le nom de « Merode », ce choix peut surprendre car il n'est pas basé sur un nom connu du lieu mais à l'époque l'un des critères était la limite du nombre de caractères pouvant s'afficher sur les panneaux afficheurs et il n'était que de 10 caractères pour le nom de la station, deux autres étant réservés au numéro de la ligne. Cela a évacué du choix le nom de l'ancienne « porte de Tervueren » ou celui du « parc du Cinquantenaire », celui de « avenue de Tervueren » étant déjà recalé du fait de la trop grande longueur de la voie rendant difficile l'appréciation rapide de la situation exacte de la station. Mais ce nom qui a pour origine non pas un lieu majeur du site mais celui d'un lieu mineur inconnu de la plupart des habitants, le petit square princesse Jean de Mérode - Marie Louise Bauffremont-Courtenay, fondatrice de l'Œuvre nationale des invalides de guerre -  offre la particularité de satisfaire à la règle non écrite de préférer des noms unilingues, en flamand et en français, et d'être une exception en valorisant le nom de la Maison de Merode, lignée de la haute noblesse belge, ce qui est plutôt rare à Bruxelles. Ce qui est intéressant c'est que ce nom s'est finalement imposé comme nom connu et significatif d'un lieu géographique du fait de l'importance de la station dans la ville.
La station est accessible aux personnes à mobilité réduite (PMR), un programme d'équipement a été lancé en 2015. Les ascenseurs ont été installés en 2016.

## Services aux voyageurs

### Accès et accueil
Station souterraine, elle dispose de six bouches situées de part et d'autre de l'avenue de Tervueren, entre la Porte de Tervueren et les angles formés par l'aboutissement de la rue des Tongres et de la rue de l'Abbé Cuypers. Elles sont équipées d'escaliers mécaniques :
- Accès nos 1 et 4 : accès les plus à l'ouest de la station, face à la porte de Tervueren (équipés chacun d'un escalator) ;
- Accès nos 2 et 8 : accès situés côté nord de l'avenue, de part et d'autre de la rue des Tongres (équipés chacun d'un escalator) ;
- Accès no 3 : accès situé côté sud de l'avenue, à l'angle de l'avenue des Celtes (équipé d'un escalator et d'un ascenseur) ;
- Accès no 7 : accès situé dans le square Princesse Jean de Merode, connecté directement à la gare de Merode (équipé d'un escalator) ;

Pour l'achat de titres de transport du métro, elle dispose de guichets, disponibles également pour les renseignements, ouverts du lundi au samedi de 7 h 0 à 20 h 0 et les dimanches et jours fériés de 10 h 30 à 17 h 30. Elle est aussi équipée d'automates de vente GO, qui permettent l'achat de titres de transport et d'abonnements.
À l'intérieur de la station on trouve également plusieurs commerces : un distributeur de billets Beobank, un point restauration/Snack Break Point et une boutique presse et loisirs Relay.

Des bouches d'accès à la station
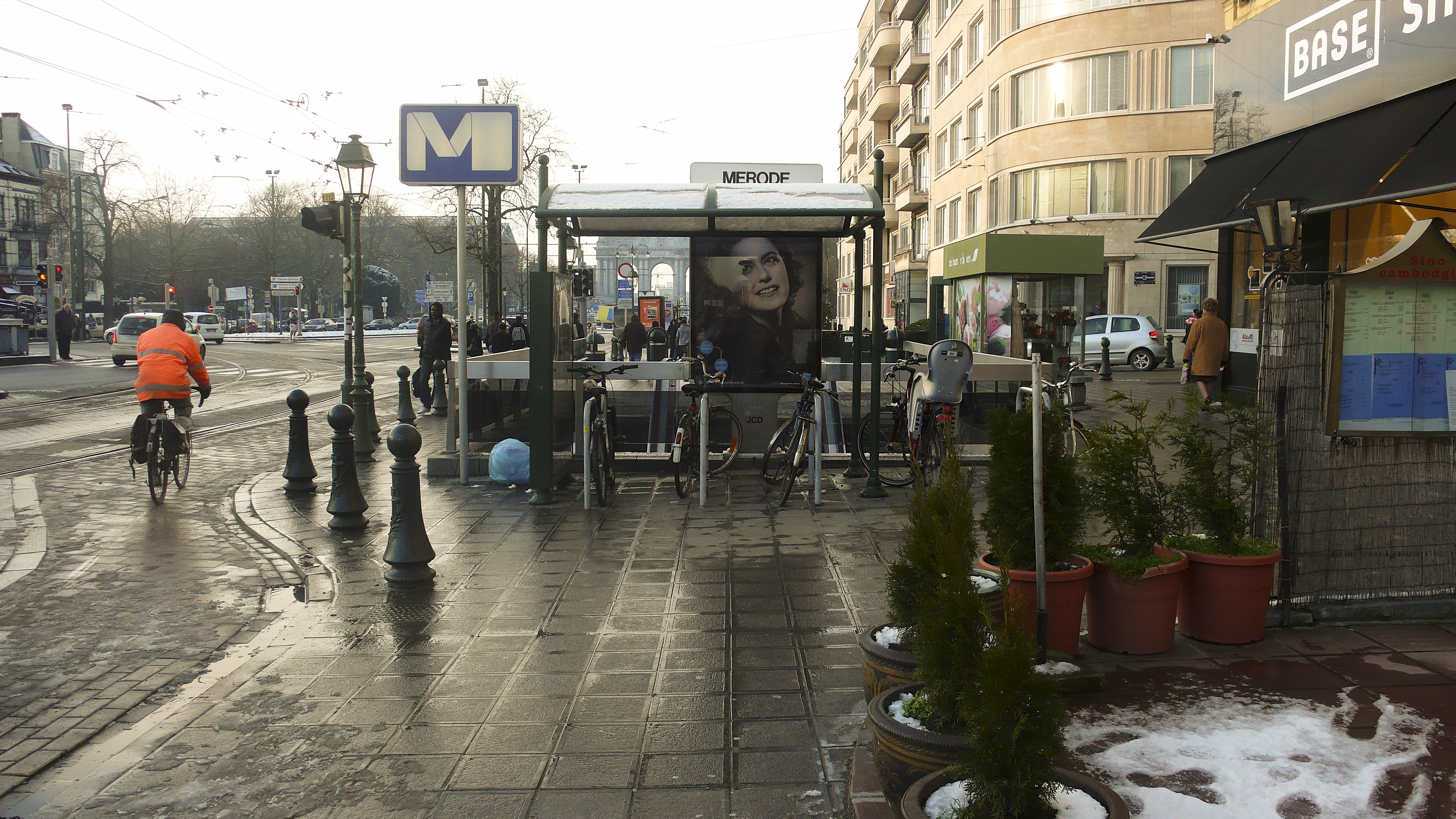
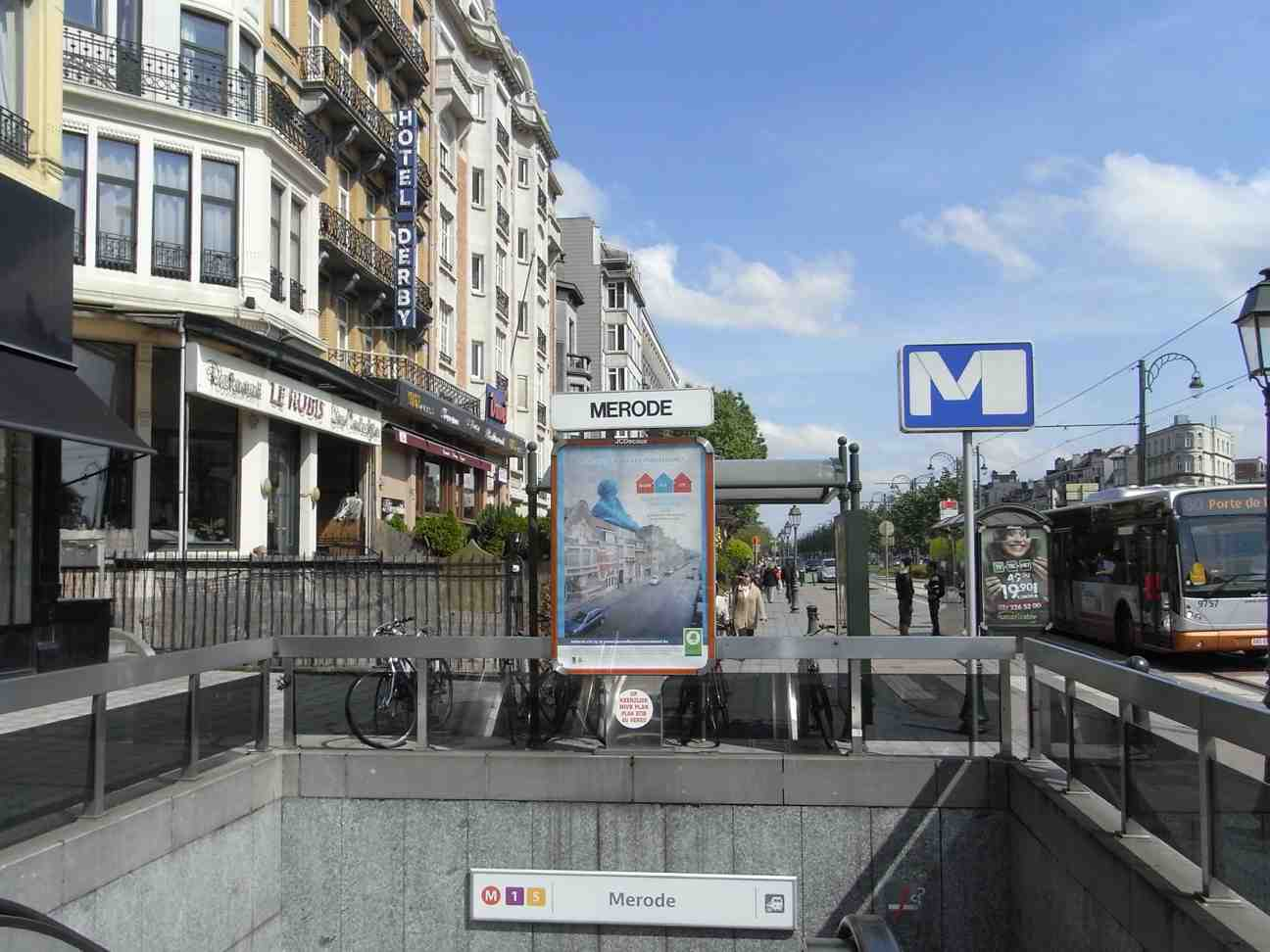
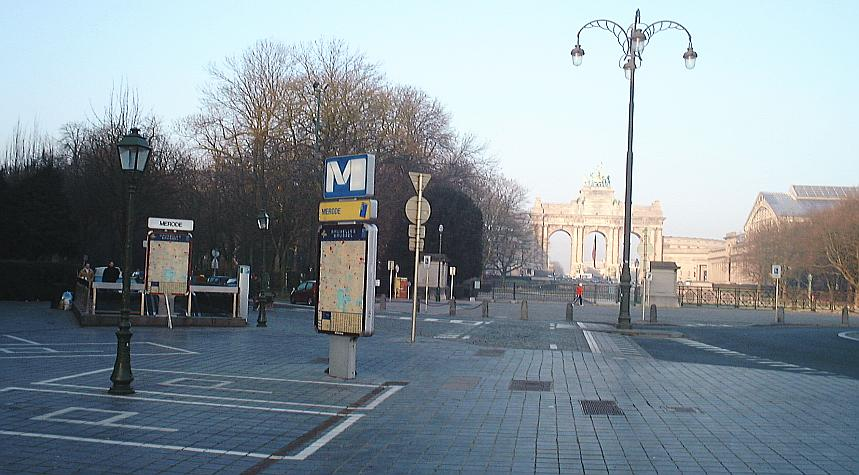

### Desserte
Merode, située extrémité Est du tronc commun de la ligne 1 et de la ligne 5 est desservie par les rames qui circulent sur ces deux lignes. Un métro sur deux poursuit sa route vers Herrmann-Debroux (ligne 5), l’autre vers Stockel (ligne 1).
Les horaires quotidiens prévus peuvent varier en fonction des jours et des périodes (vacances scolaires) néanmoins le premier métro du matin est à 4 h 59 et le dernier du soir à 1 h 10. Voir ci-dessous le détail des horaires des premières et dernières dessertes de la journée.
Sur la ligne 1, le départ de la première rame, qui commence son parcours à la station, en direction de Stockel, est à 5 h 18 (lundi, mardi, mercredi, jeudi et vendredi) et à 5 h 49 (samedi, dimanche et jours fériés). En direction de Gare de l'Ouest, la première rame, part également de la station, à 5 h 29 (lundi, mardi, mercredi, jeudi et vendredi), à 6 h 4 (samedi) et à 6 h 6 (dimanche et jours fériés). La dernière desserte de la journée est à 0 h 28 (quelle que soit la période) en direction Stockel, et à 0 h 21 (quelle que soit la période) en direction de Gare de l'Ouest.
Sur la ligne 5, le départ de la première rame en direction de Herrmann-Debroux, est à 5 h 42 (quelle que soit la période). En direction de Erasme, la première rame, part à 4 h 59 (quelle que soit la période). La dernière desserte de la journée est à 1 h 10 (quelle que soit la période) en direction de Herrmann-Debroux, et à 0 h 11 (quelle que soit la période) en direction de Erasme.

### Quais
La station dispose de deux plates-formes avec chacune un quai et une voie, elles sont établies sur deux niveaux, pour faciliter la conception du saut-de-mouton ferroviaire permettant la division entre les deux lignes après le tronçon commun.

### Intermodalité
Cette station est imbriquée avec la gare de Merode, également souterraine et accessible par les mêmes entrées que la station du métro. Cela permet des correspondances avec les trains Suburbain (S) qui la desservent.
Elle est desservie par la station Merode de la ligne 81 du tramway de Bruxelles. En saison touristique, d’avril à octobre et les dimanches et jours fériés, des tramways historiques circulent le long de l’avenue de Tervueren, reliant la station Merode au Musée du transport urbain bruxellois et à Tervuren.
Deux arrêts sont desservis par des autobus des lignes 27, 61 et 80. La desserte est également assurée par le bus N06 du service de nuit Noctis.

## À proximité
Sa situation géographique, permet aux piétons de rejoindre quelques sites remarquables comme :
- Autoworld
- l'Institut Saint-Stanislas
- la maison Cauchie
- le musée royal de l'Armée et de l'Histoire militaire
- les musées royaux d'art et d'histoire
- Parc du Cinquantenaire.

## Œuvres d'art
Dans la station deux œuvres d'artistes ont été réalisées in situe : Carrelage Cinq de Jean Glibert en carreaux de céramique émaillée, et Ensor : Vive la Sociale, peinture de Roger Raveel.

Œuvres d'artistes en situation
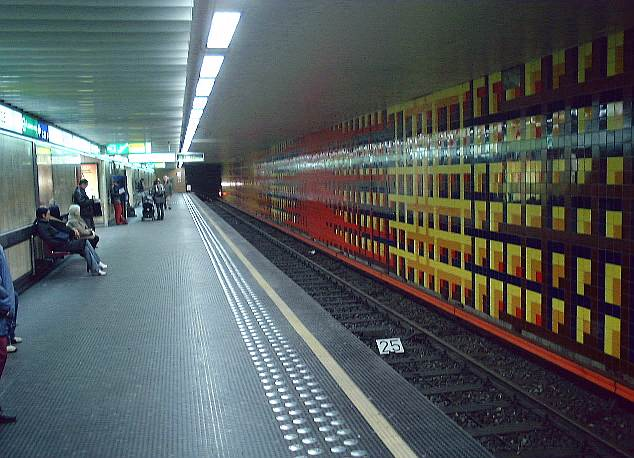
Carrelage Cinq, de Jean Glibert.
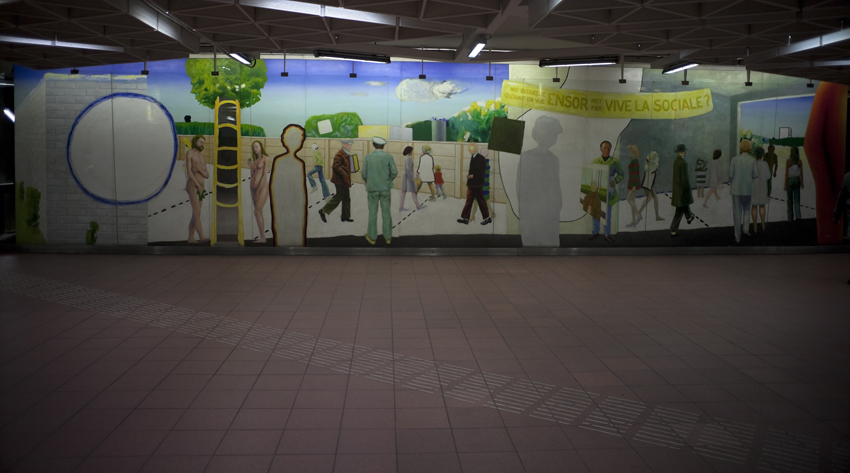
Ensor : Vive la Sociale, de Roger Raveel.